# Claude Nicolas
Claude Nicolas, né le 21 septembre 1941 à Exincourt, est un athlète français.

## Biographie
Claude Nicolas est champion de France du 3 000 mètres en 1975 et vice-champion de France du 1 500 mètres en 1966 et en 1967,. 
Il est éliminé en séries du 1 500 mètres des Jeux olympiques d'été de 1968 à Mexico.
Il établit un record du monde en relais 4 × 1 500 m : 14 min 49 s en 1965 à Saint-Maur-des-Fossés, avec Michel Jazy, Gérard Vervoort et Jean Wadoux.
Il a défendu les couleurs de la France à 18 reprises.